# Gerhard Jellasitz
Gerhard Jellasitz (* 28. Juni 1949 in Schützen am Gebirge) ist ein ehemaliger österreichischer Politiker (ÖVP). Er war von 1982 bis 1993 sowie von 2000 bis 2004 Abgeordneter zum Burgenländischen Landtag und von 1993 bis 2000 Landeshauptmann-Stellvertreter in der Burgenländischen Landesregierung.

## Ausbildung und Beruf
Jellasitz wurde als Sohn des Faßbindergesellen Michael Jellasitz und seiner Frau Katharina geboren und absolvierte nach der Volksschule in Schützen die Hauptschule in Eisenstadt. Nachdem sein Vater 1959 und seine Mutter 1961 verstorben waren, führte er in der Folge den elterlichen, landwirtschaftlichen Betrieb gemeinsam mit seiner Großmutter. Er besuchte von 1967 bis 1968 die landwirtschaftliche Fachschule in Eisenstadt und war zwischen 1967 und 1972 als Nebenerwerbslandwirt tätig. Zudem arbeitete er als Schichtarbeiter für die Semperit-Werke sowie bei der Firma Iso-Sport. Danach war er von 1972 bis 1980 als Bezirksparteisekretär der ÖVP-Eisenstadt-Umgebung tätig und arbeitet daneben von 1975 bis 1977 in der Direktion des Burgenländischen Bauernbundes. Nachdem Jellasitz zwischen 1978 und 1982 als Versicherungs-Angestellter beschäftigt gewesen war, legte er 1982 die Externistenmatura ab. 1988 wurde ihm der Titel Ing. verliehen. Jellasitz war von 1989 bis 1993 Geschäftsführer der Umwelt-Technologie und Recycling Ges.m.b.H.

## Politik
Jellasitz fungierte von 1980 bis 1986 als Landesparteisekretär der ÖVP Burgenland und war von 1986 bis 1990 Bauernbunddirektor der ÖVP. Vom 9. November 1991 bis zum 20. April 2001 hatte er das Amt des ÖVP-Landesparteiobmannes inne. Jellasitz vertrat die ÖVP zwischen dem 29. Oktober 1982 und dem 22. April 1993 im Burgenländischen Landtag und war danach vom 22. April 1993 bis zum 28. Dezember 2000 Landeshauptmann-Stellvertreter in der Burgenländischen Landesregierung. Nach seinem Ausscheiden aus der Landesregierung gehörte Jellasitz vom 28. Dezember 2000 bis zum 26. Mai 2004 erneut dem Landtag an.